# Joden in Nederland in de twintigste eeuw
Joden in Nederland in de twintigste eeuw, met als bijtitel een biografisch woordenboek is een publicatie met ruim 500 biografieën van Nederlandse joden. Het is gepubliceerd in 2007 door uitgeverij Het Spectrum (onder de uitgeverij-merknaam Winkler Prins). Renate Fuks-Mansfeld was de eindredactrice.
De beschreven personen kunnen ook volgens beroepsgroep worden opgezocht.
Het boek is een gemeenschappelijk project van medewerkers van de Bibliotheca Rosenthaliana (Universiteit van Amsterdam), Menasseh ben Israel Instituut (Universiteit van Amsterdam) en het Joods Historisch Museum in Amsterdam.